# Hvalroselfenben
Hvalroselfenben eller hvalrosstødtand er elfenben, som er fremstillet af hvalrossers stødtænder. Det kan også kaldes morse. Stødtænderne på stillehavshvalrosser (Odobenus rosmarus divergens) kan blive op til 1 meter lange. De bliver udskåret og handlet, men under visse restriktioner som følge af Washington-konventionen fra 1973.
Spidsen af hvalrossens stødtand har emalje, der normalt bliver slidt af, mens dyret er ungt. Der er små aflange revner i hele tandens længde. Stødtændernes tværsnit er normalt ovalt. Hvalroselfenben er brugt af inuitfolkeslag til kunst i flere tusinde år. I den tidlige middelalder, hvor den islamiske ekspansion reducerede mængden af elfenben fra elefanter kraftigt, begyndte vikingerne at handle med hvalroselfenben.
Fra midten af 1200-tallet blev mængden af elfenben fra elefanter igen øget, og det reducerede brugen af hvalroselfenben.